# Yanelis Labrada
Pour les articles homonymes, voir Díaz.
Yanelis Yuliet Labrada Díaz, née 8 octobre 1981 est une taekwondoïste cubaine. Elle a obtenu la médaille d'argent lors des Jeux olympiques d'été de 2004 dans la catégorie des moins de 49 kg.
En 2003, elle avait également décroché la médaille d'argent aux Championnats du monde.